# Chilostomellina
Chilostomellina es un género de foraminífero bentónico de la subfamilia Pulleniinae, de la familia Nonionidae, de la superfamilia Nonionoidea, del suborden Rotaliina y del orden Rotaliida. Su especie tipo es Chilostomellina fimbriata. Su rango cronoestratigráfico abarca el Holoceno.

## Clasificación
Chilostomellina incluye a las siguientes especies:
- Chilostomellina alta
- Chilostomellina fimbriata